# Aurel Vlaicu, Hunedoara
Aurel Vlaicu, denumit după inginerul aerospațial român Aurel Vlaicu, născut aici, cunoscut colocvial ca Binținți, (în germană Benzenz, Benzendorf, în maghiară Bencenc, în traducere Satul Benedictinilor), este un sat ce aparține orașului Geoagiu din județul Hunedoara, Transilvania, România.

## Istoric
Prima atestare documentară este din anul 1263.

## Lăcașuri de cult

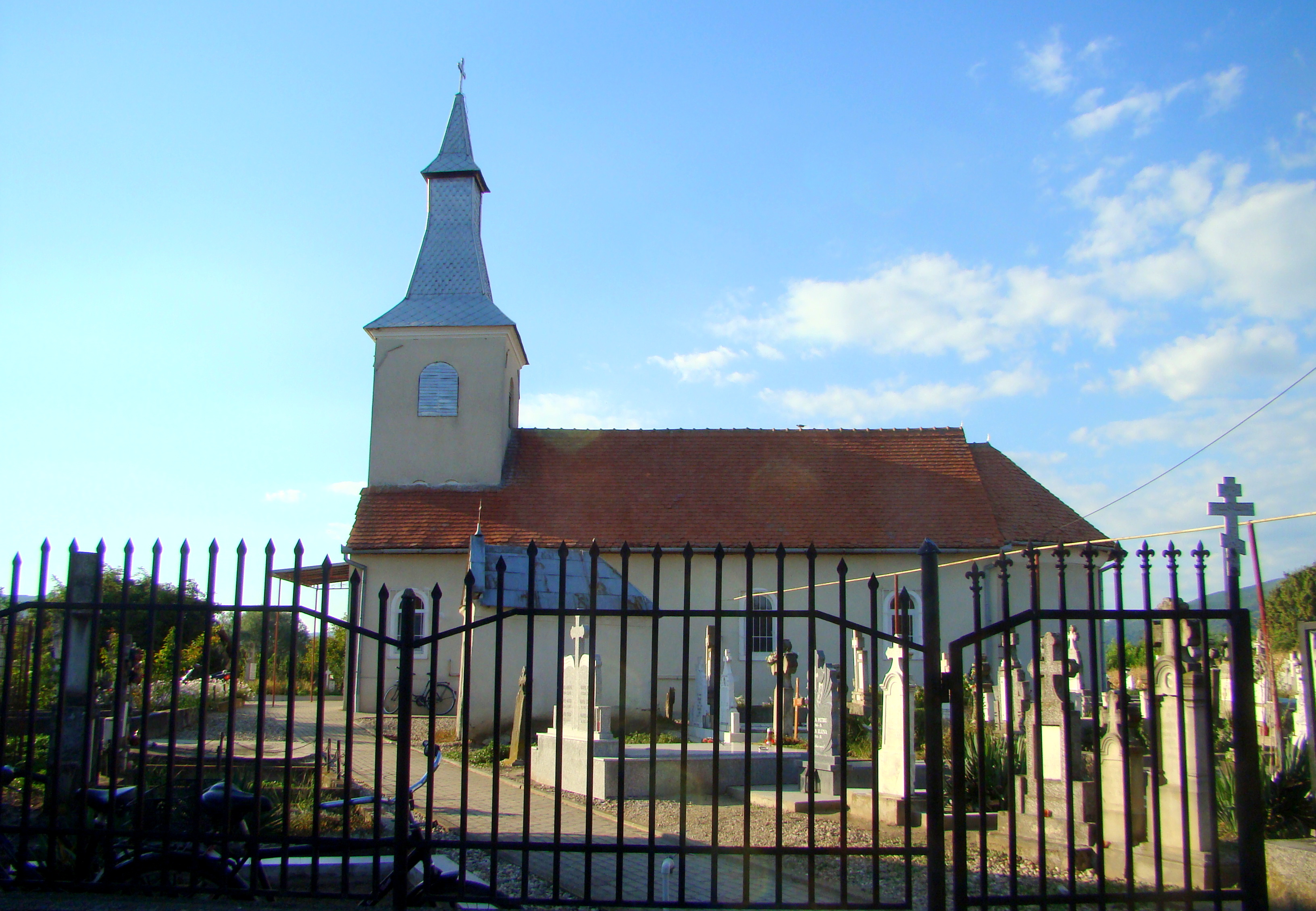
Biserica Sfinții Arhangheli din Aurel Vlaicu

În satul Aurel Vlaicu a fost ridicată, în anul 1892, în timpul păstoririi preotului Ioan Botean, biserica „Sfinții Arhangheli Mihail și Gavriil”. Este un edificiu de plan dreptunghiular, compus dintr-un altar semicircular decroșat, un naos dreptunghiular boltit și un pronaos tăvănit, suprapus de o clopotniță scundă, cu fleșă înaltă, învelită în tablă; în rest, s-a folosit țigla. Lăcașul, renovat în anii 1954, 1985 și 2004-2007, a fost împodobit iconografic în 1985 de pictorul Ioan Preduț din Orăștie; sfințirea s-a făcut în anul 1989.
În timp, a fost precedat de alte două ctitorii ortodoxe din piatră, una construită în 1773 (menționată în tabelele conscripțiilor din anii 1805 și 1829-1831, dar distrusă în timpului Revoluției de la 1848-1849), cealaltă în 1860 (mistuită de flăcări în 1891).
Și mai veche a fost bisericuța de lemn semnalată de recensămintele ecleziastice ale anilor 1733, 1750 și 1761-1762 și de harta iosefină a Transilvaniei (1769-1773).

## Personalități locale
- Aurel Vlaicu, academicianul, inventatorul, inovatorul și inginerul aerospațial român s-a născut în Binținți.

## Imagini

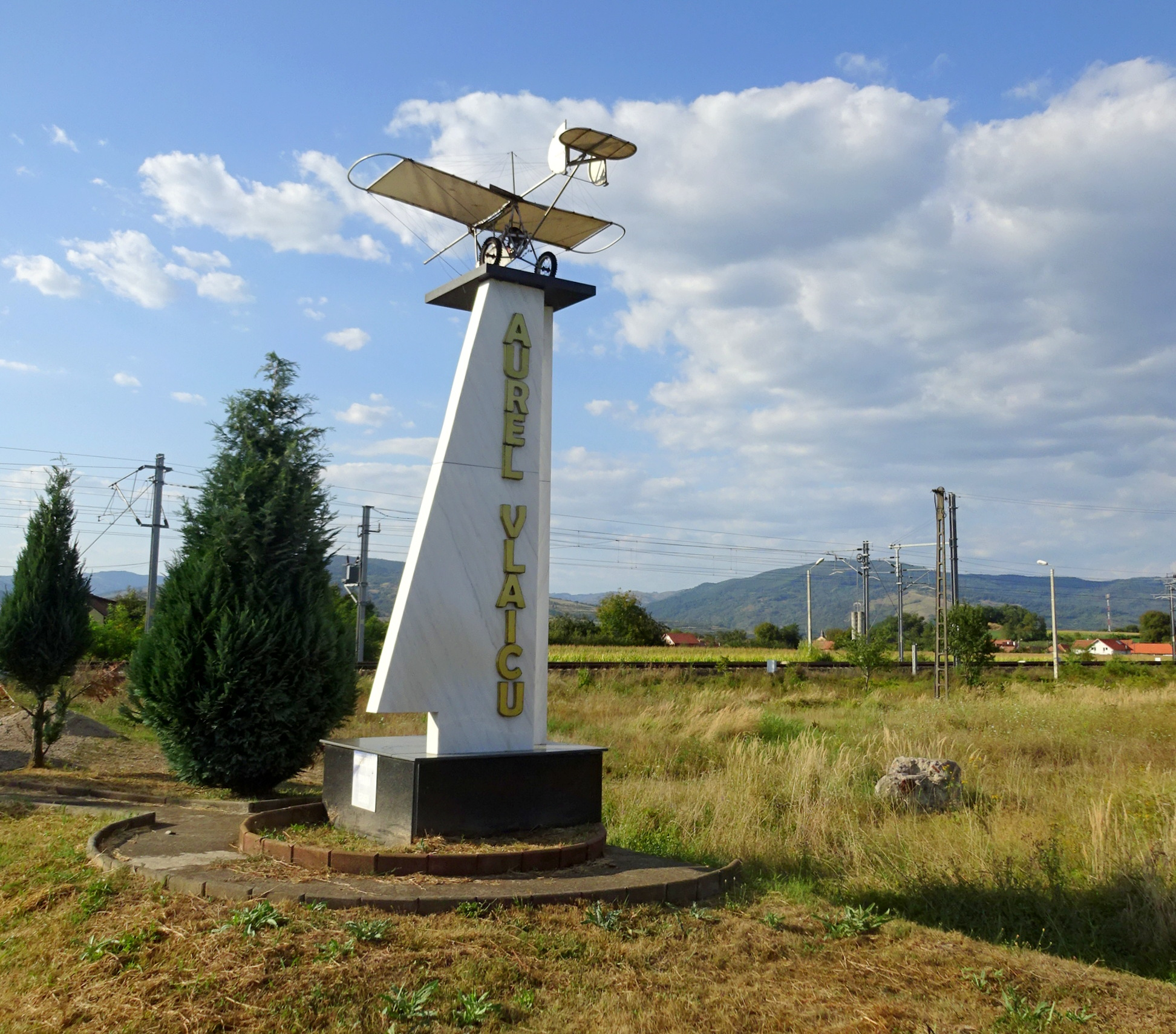
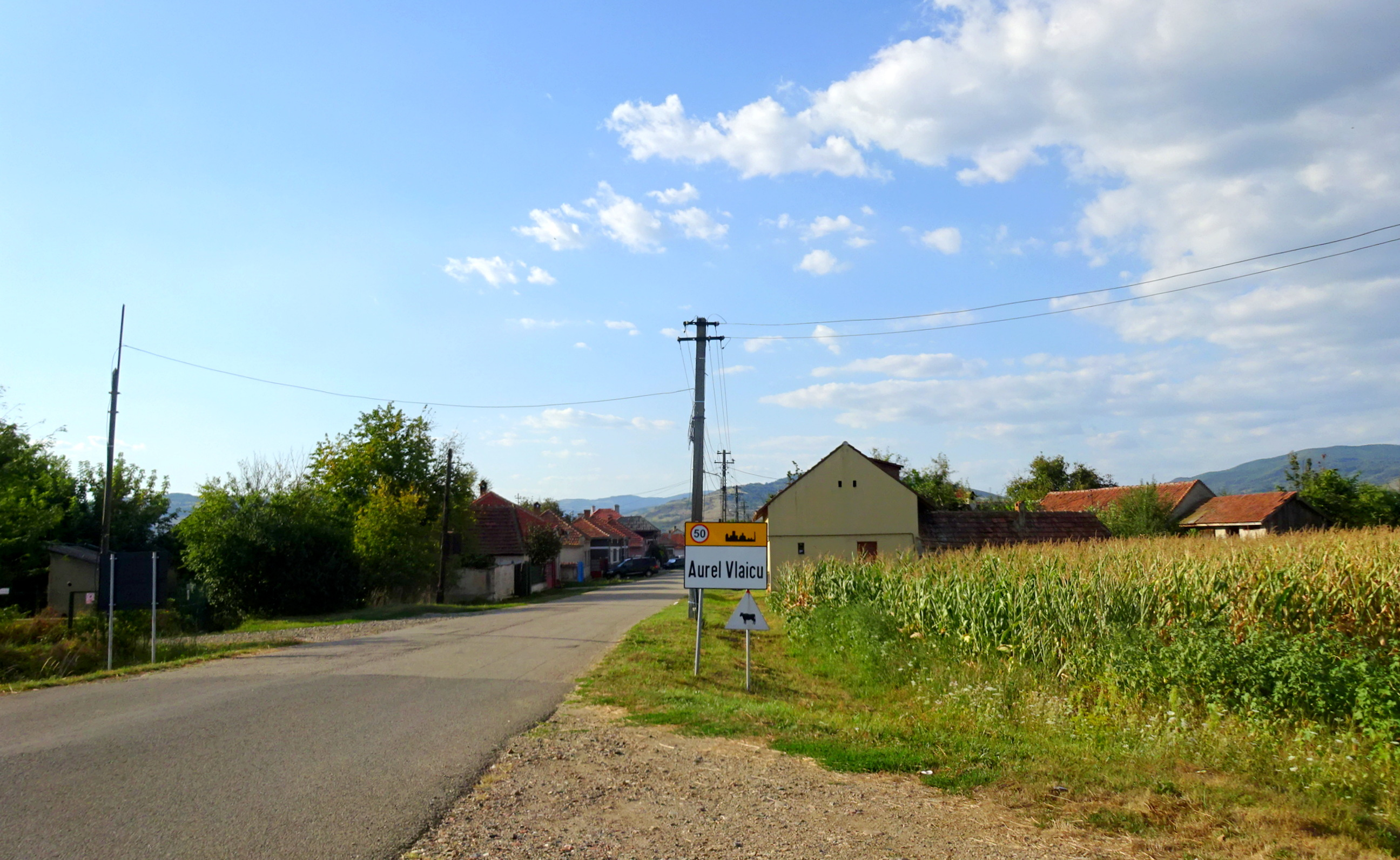
Intrarea în localitate
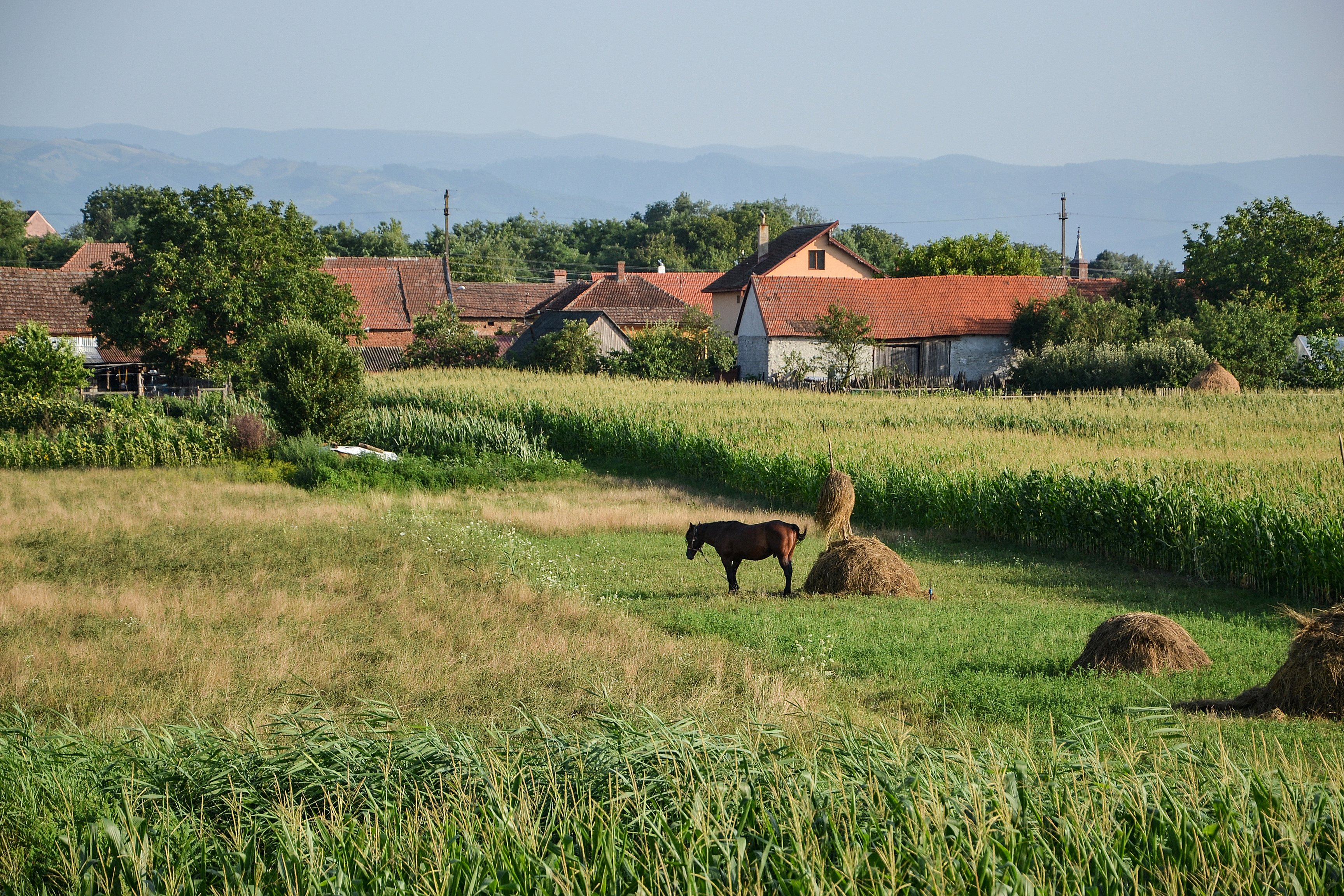
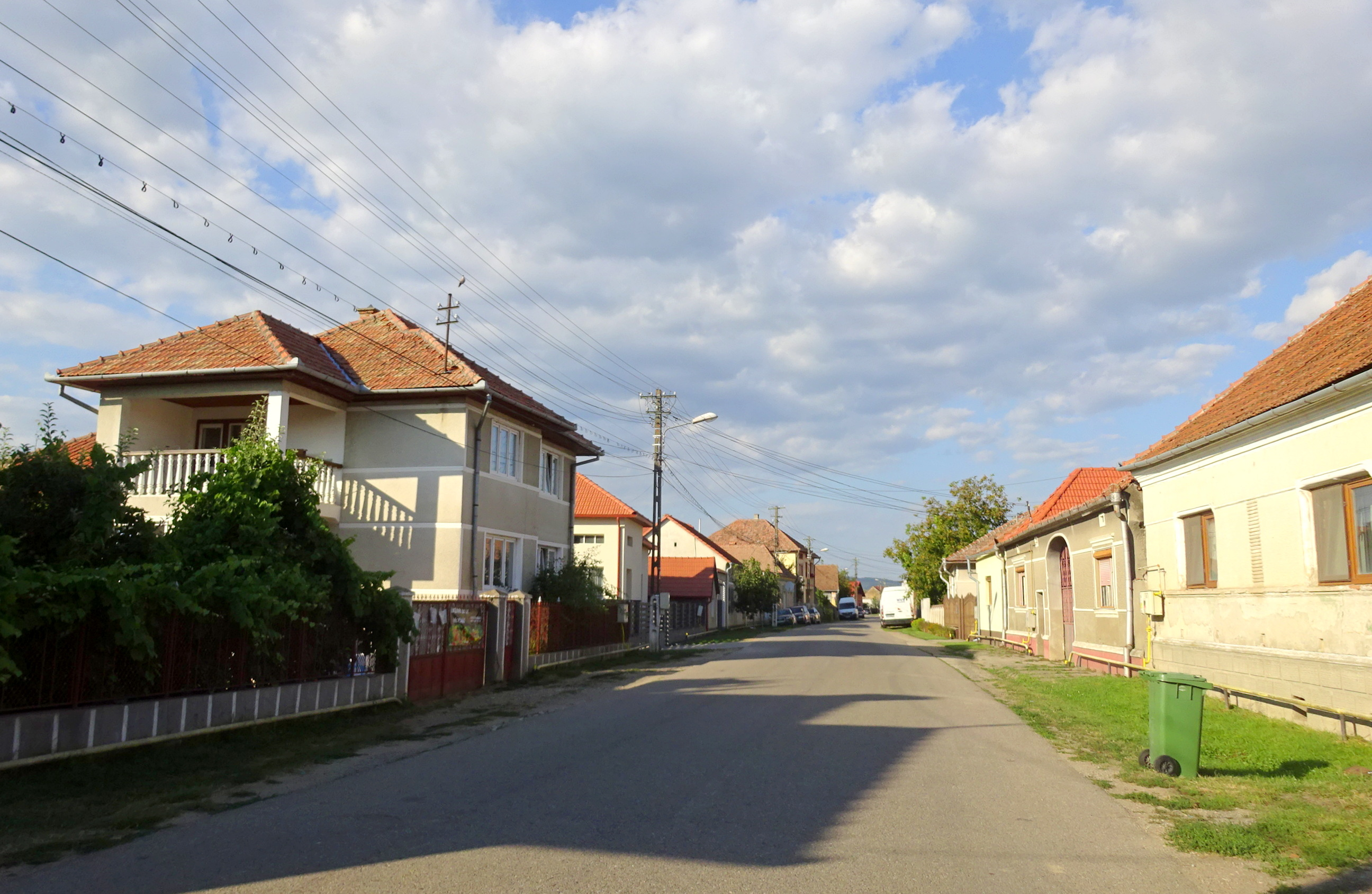
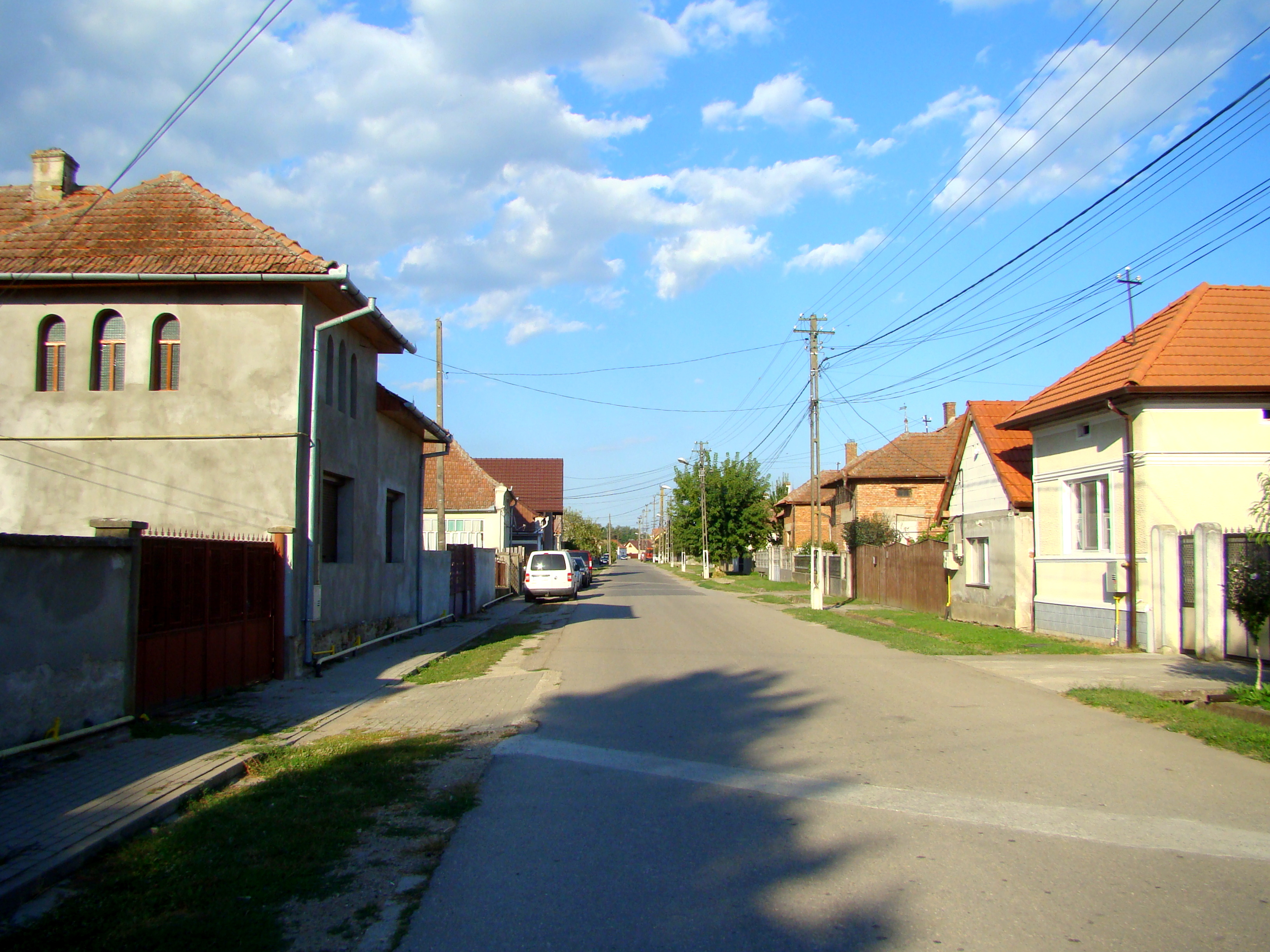
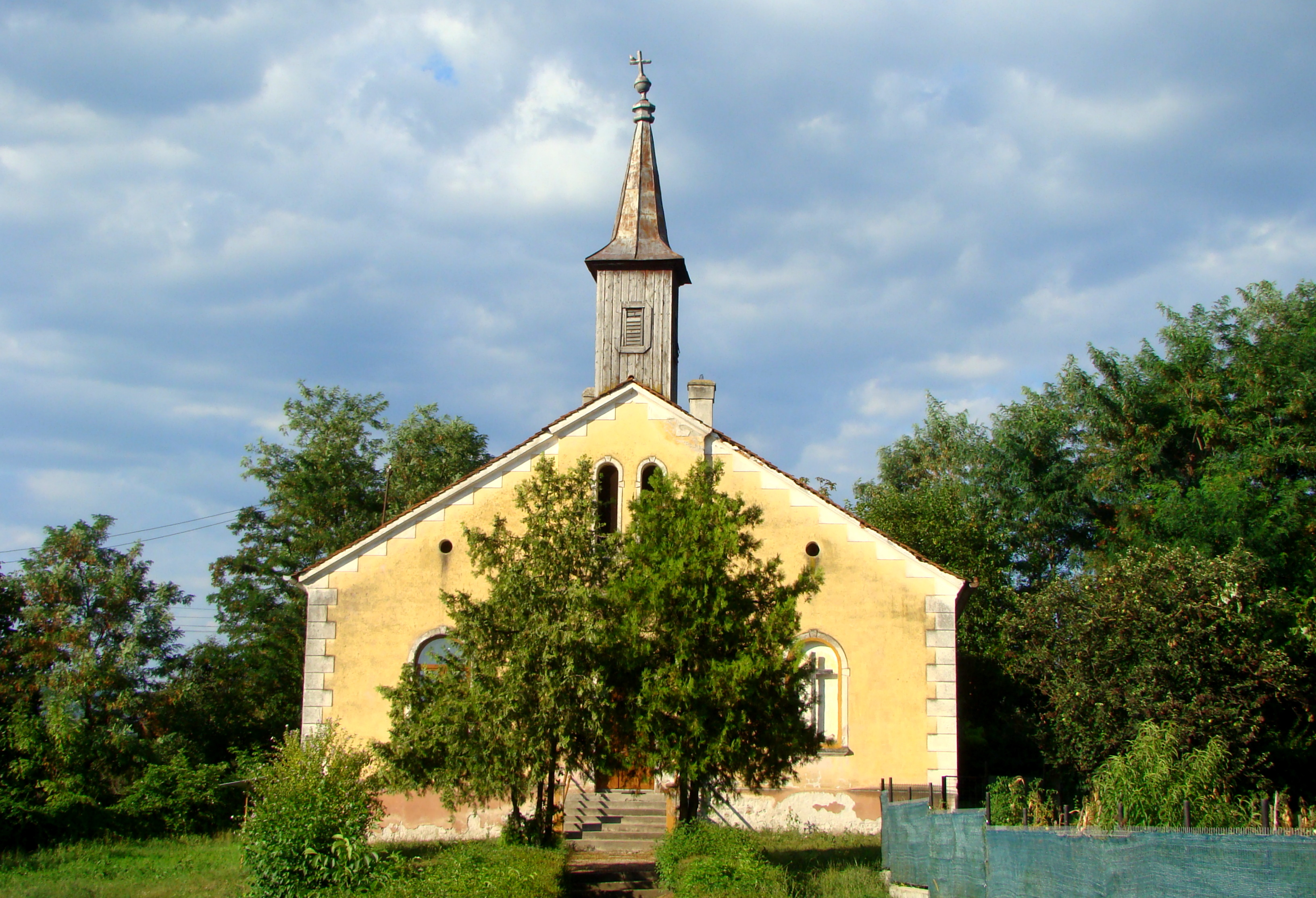
Biserica luterană (1890)
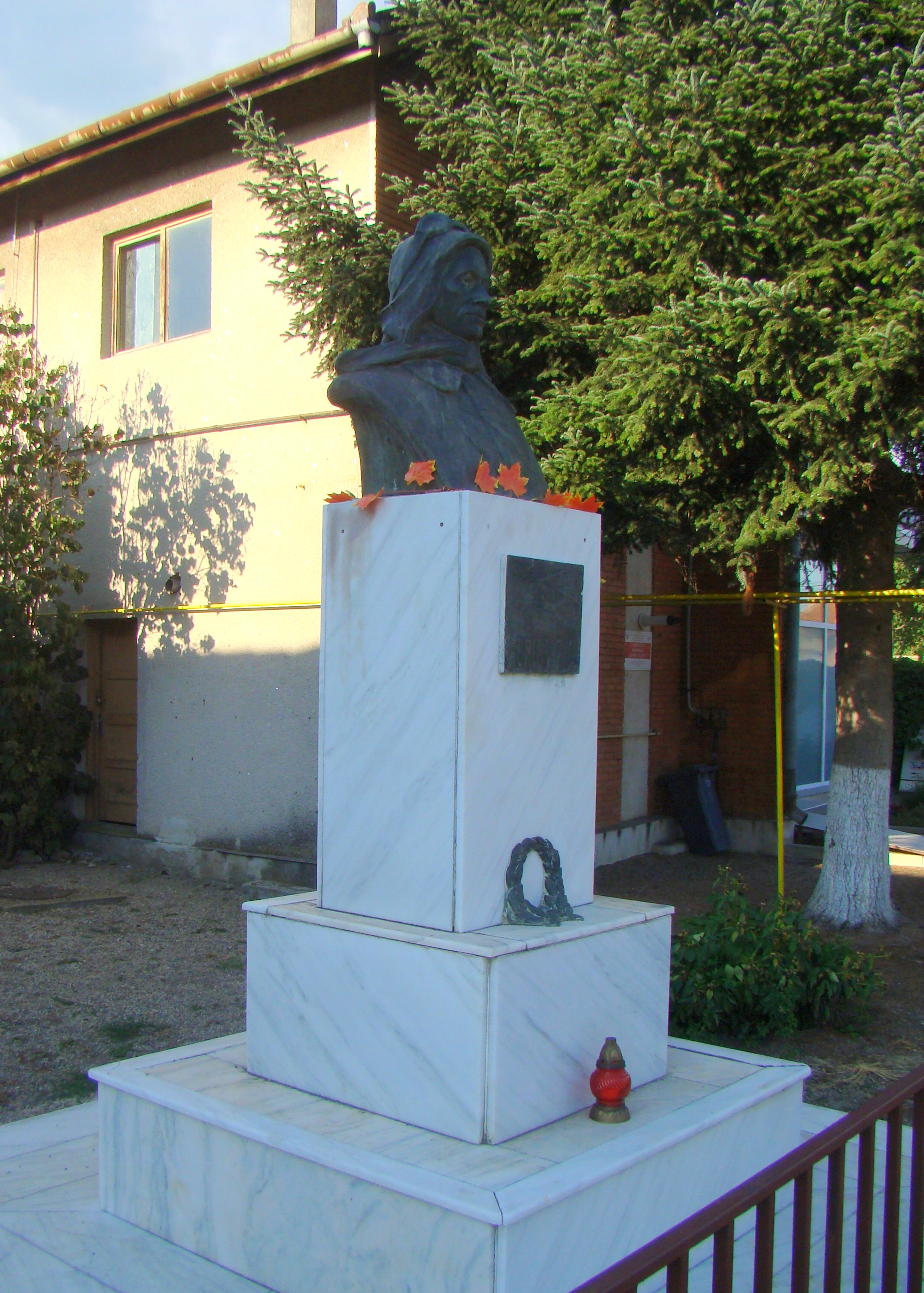
Monumentul lui Aurel Vlaicu (monument istoric)
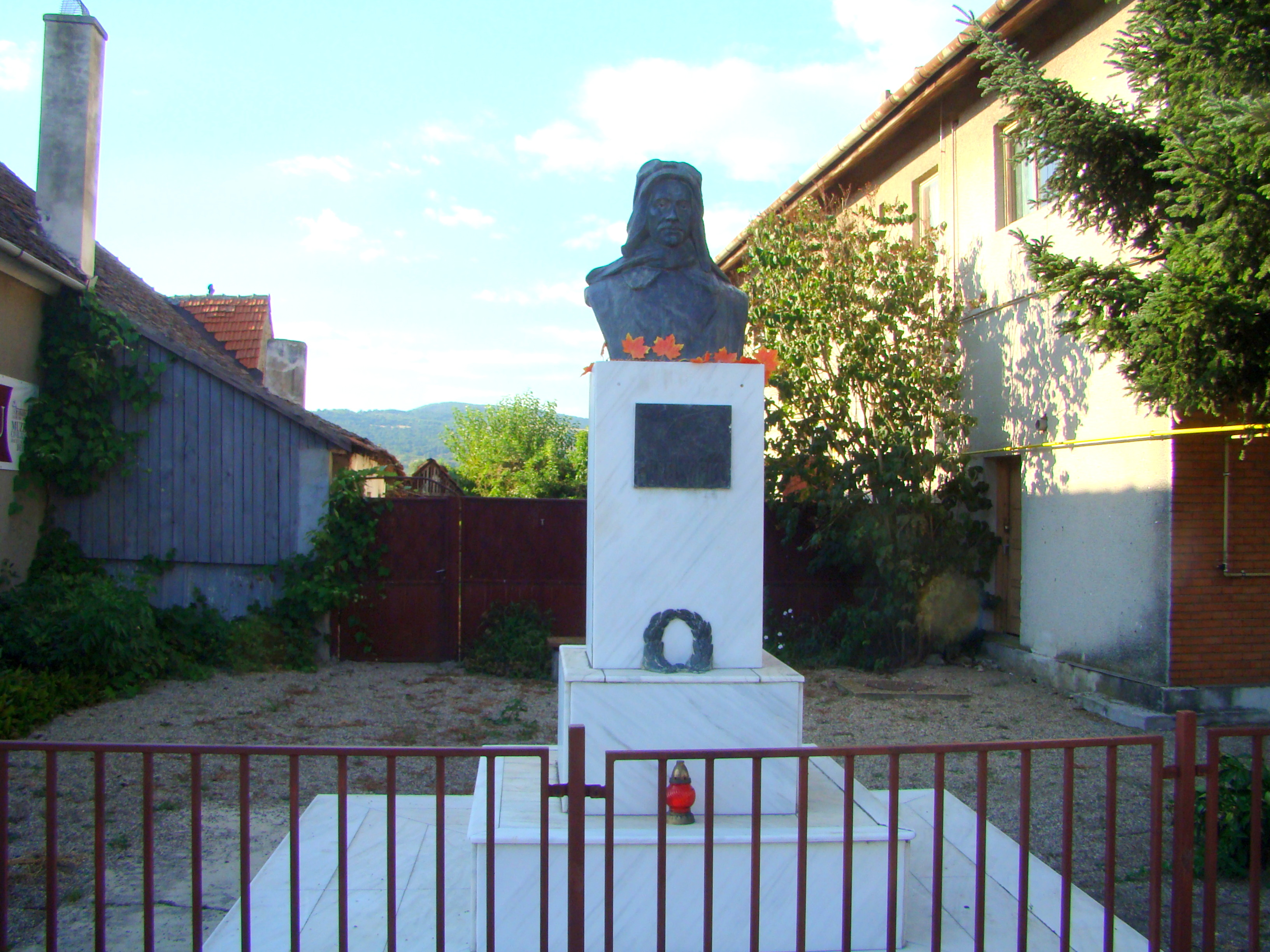
Monumentul lui Aurel Vlaicu (monument istoric)
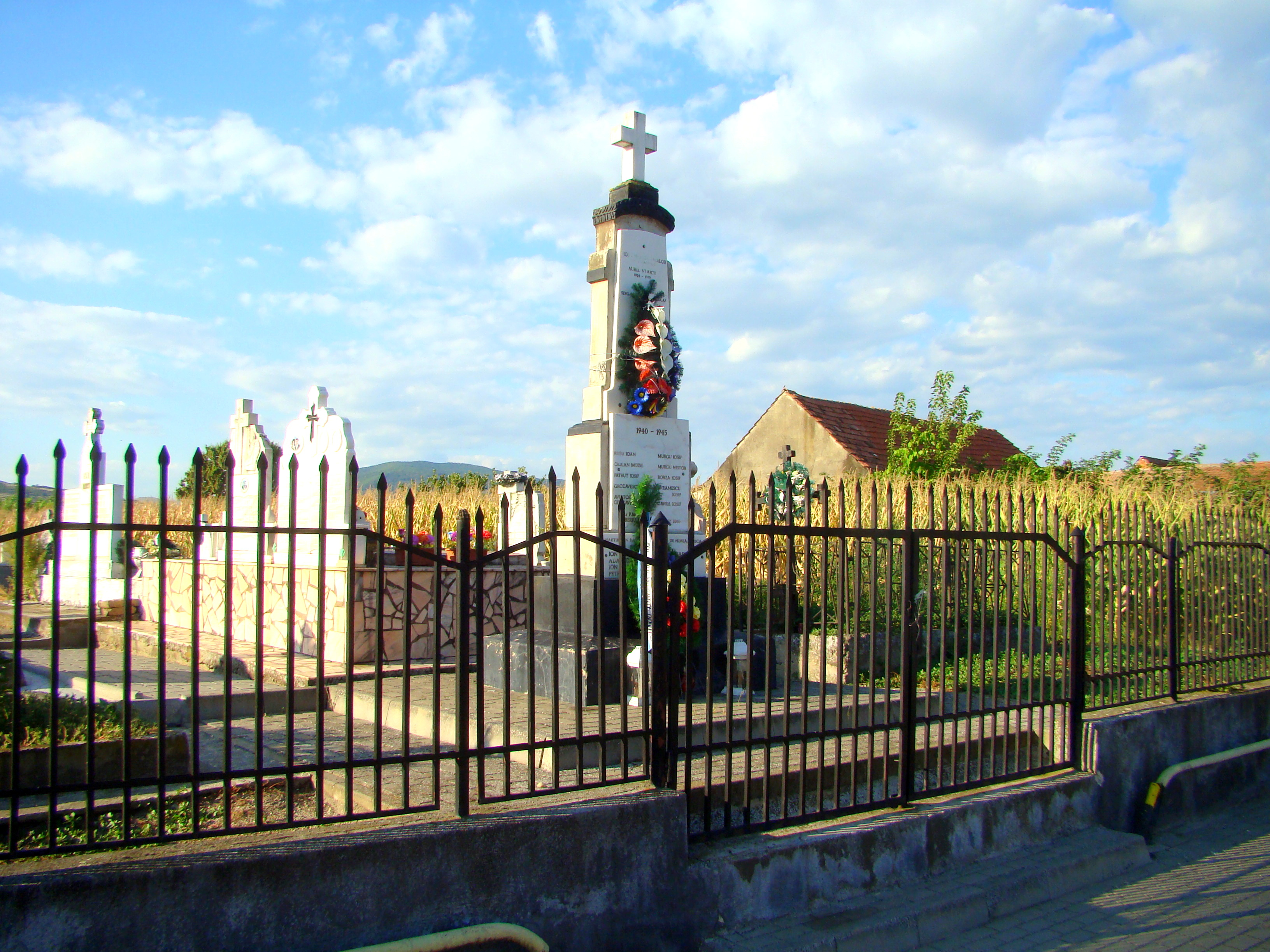
Monumentul eroilor
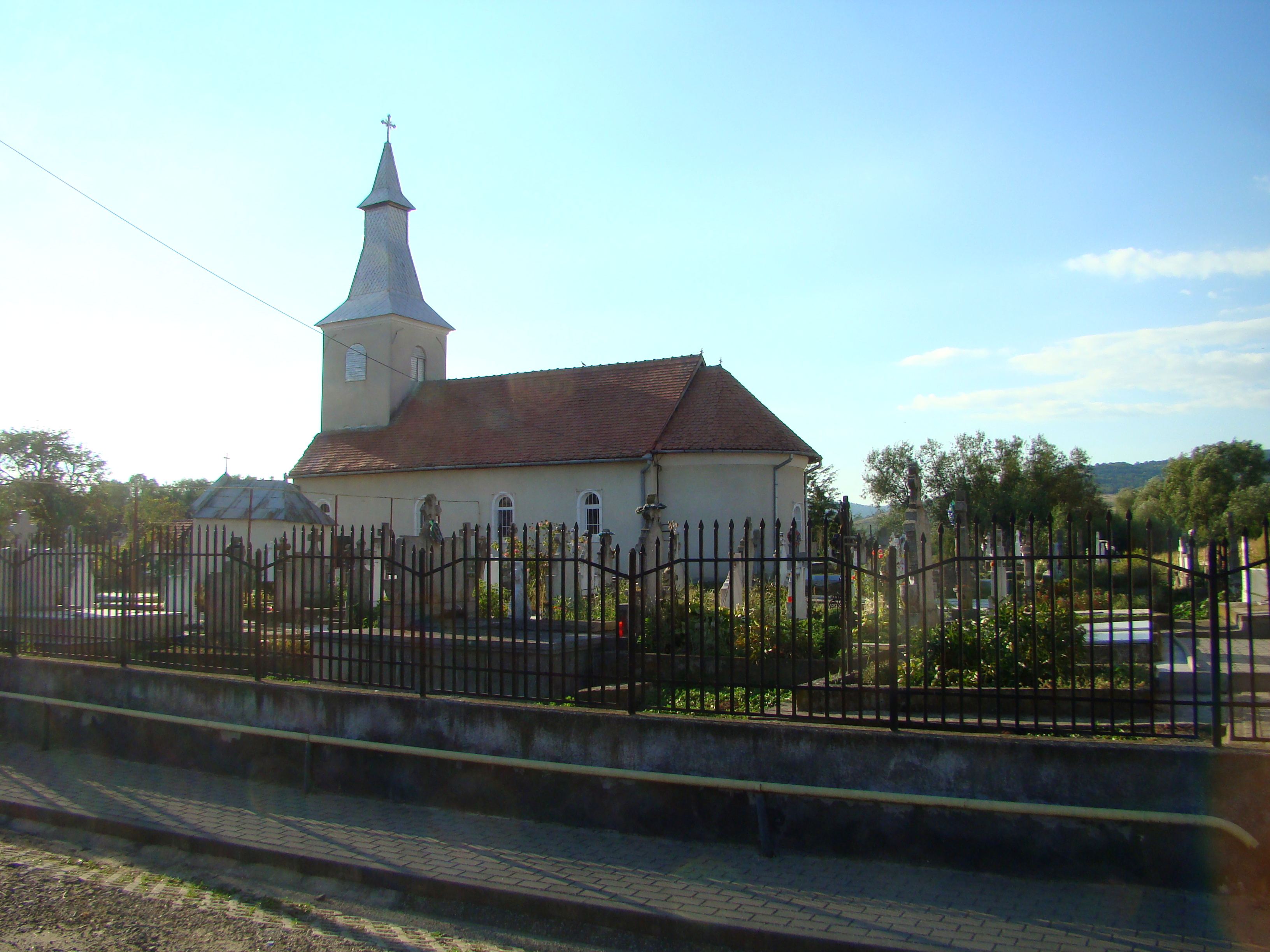
Biserica Sfinții Arhangheli (1892)
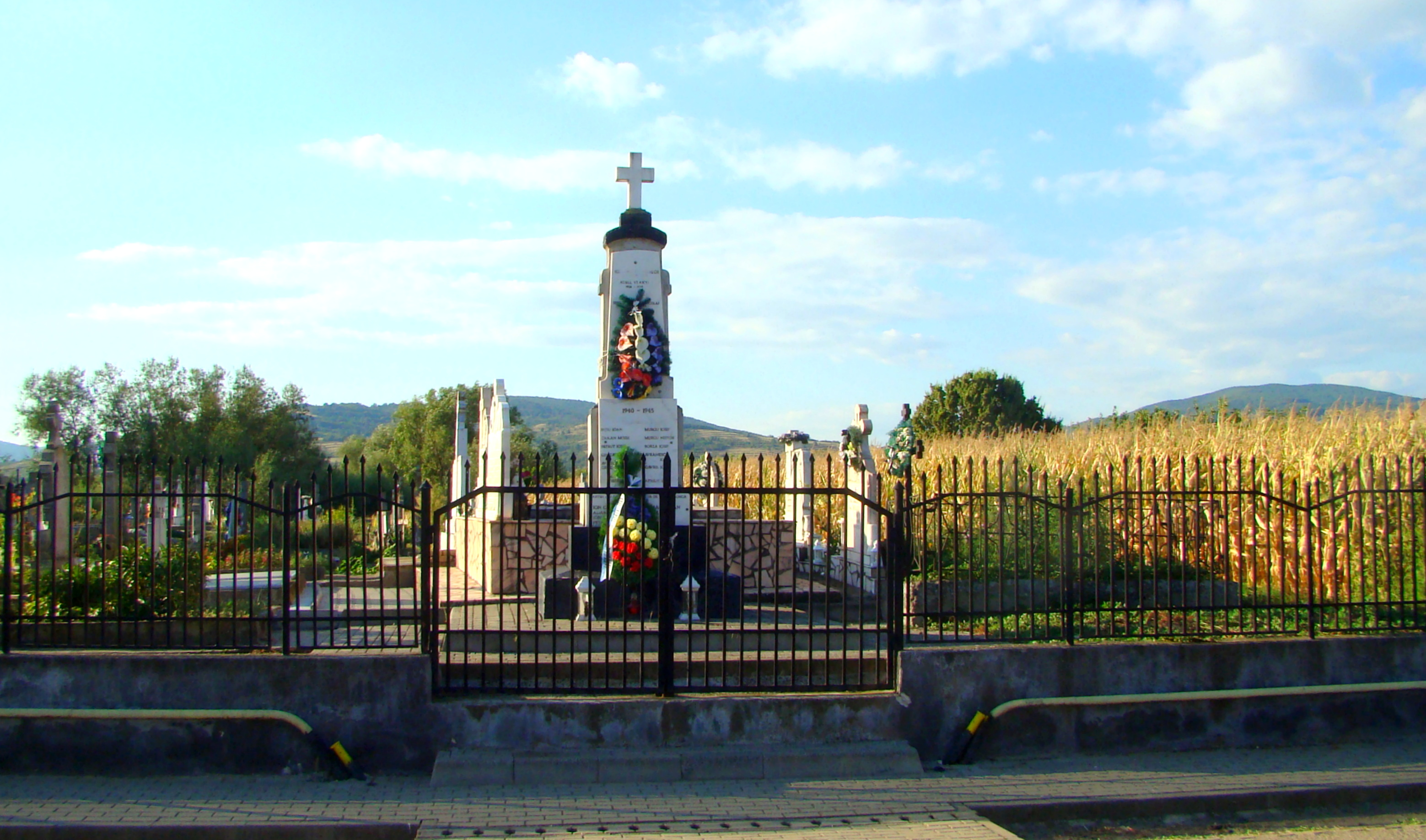
Monumentul eroilor
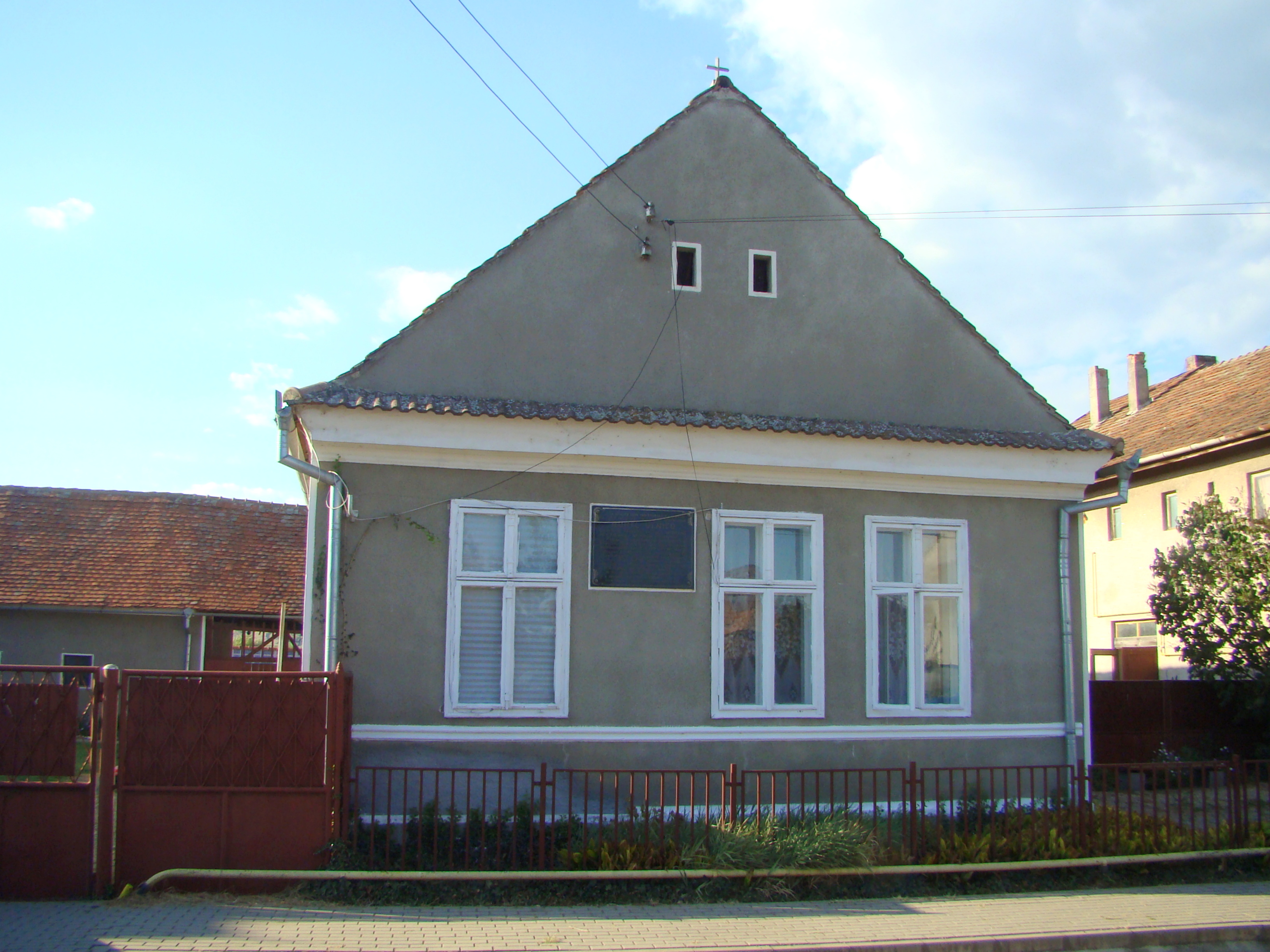
Casa natală Aurel Vlaicu (monument istoric)
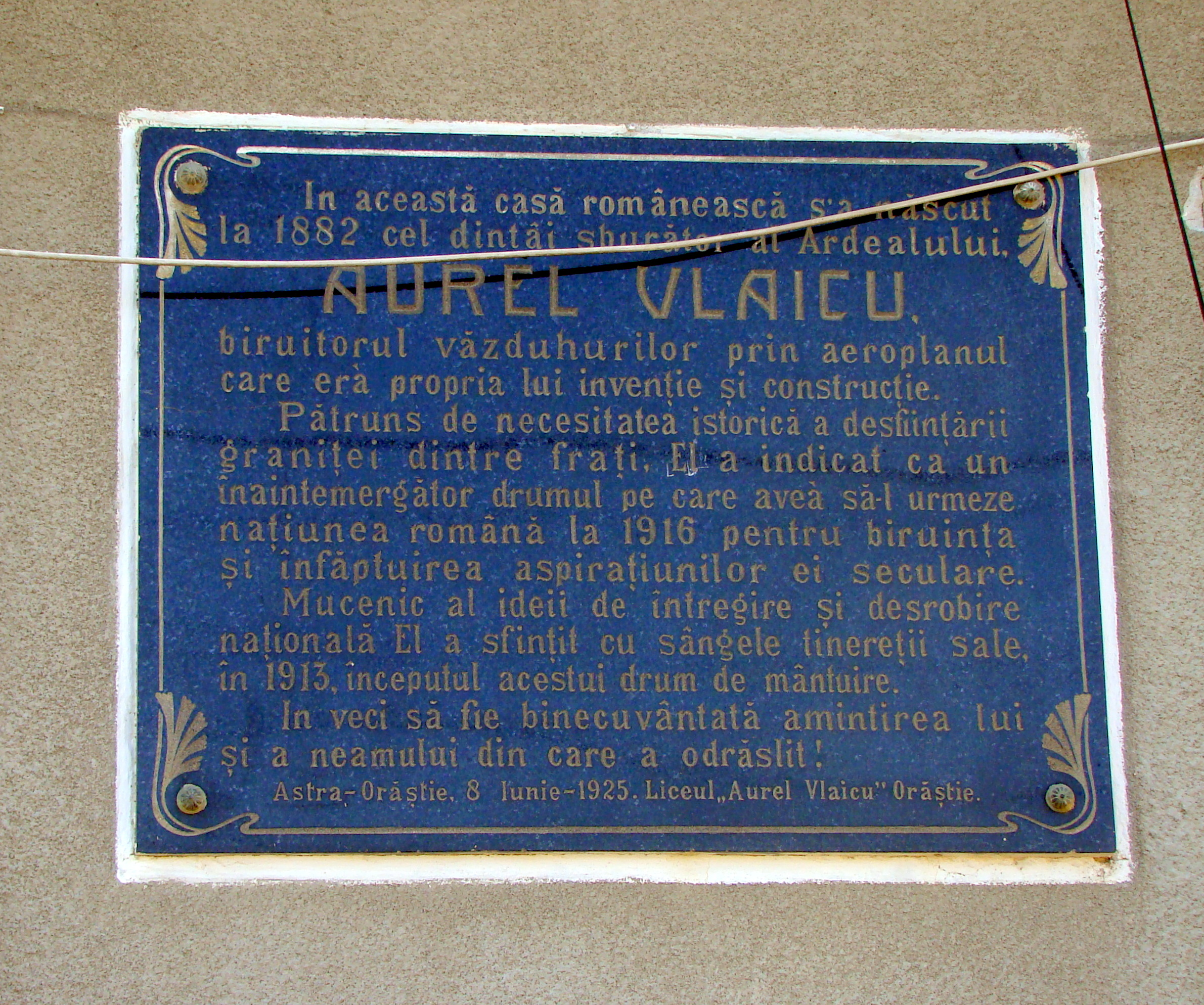
Casa natală Aurel Vlaicu (monument istoric)
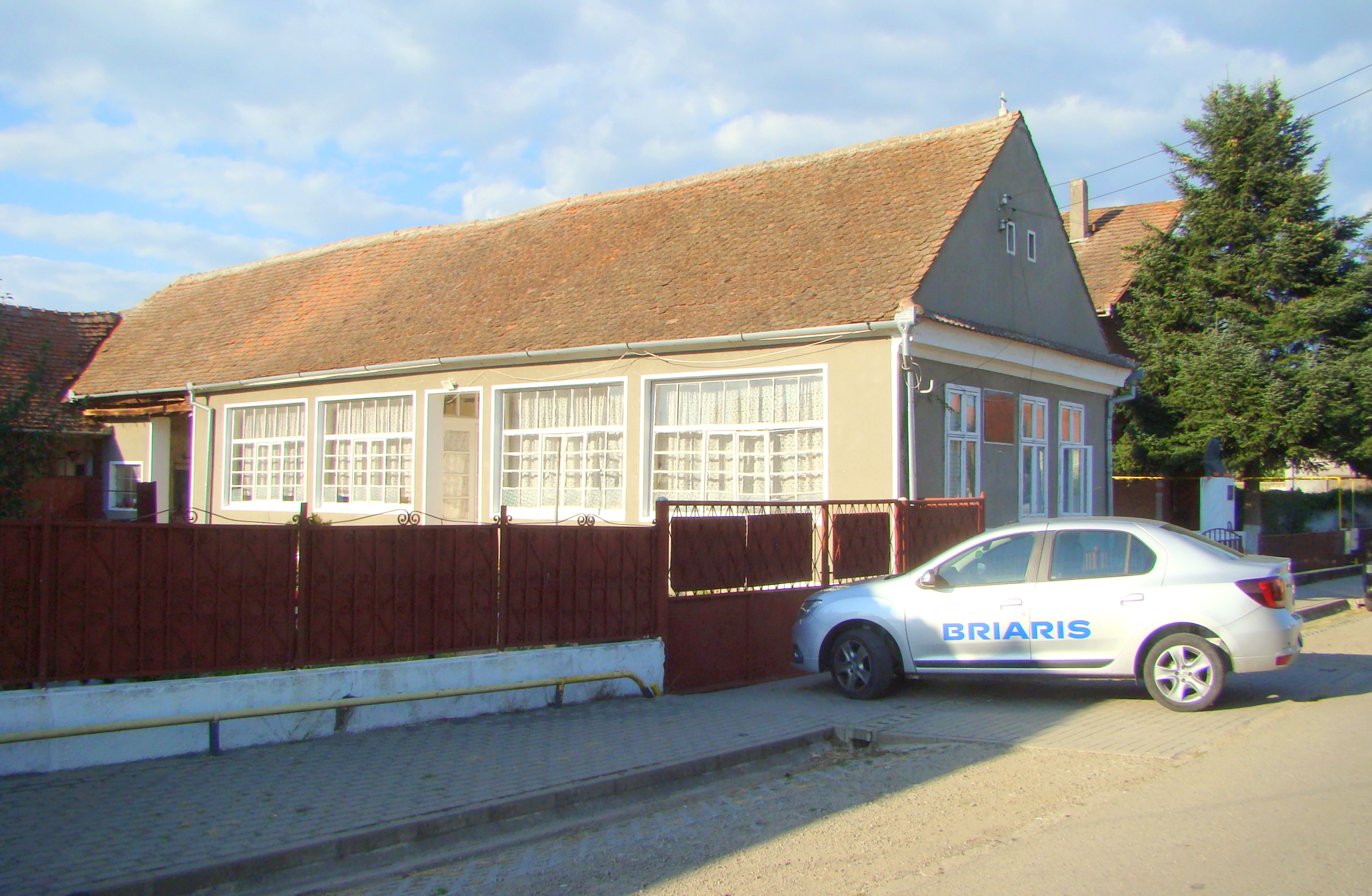
Casa natală Aurel Vlaicu (monument istoric)
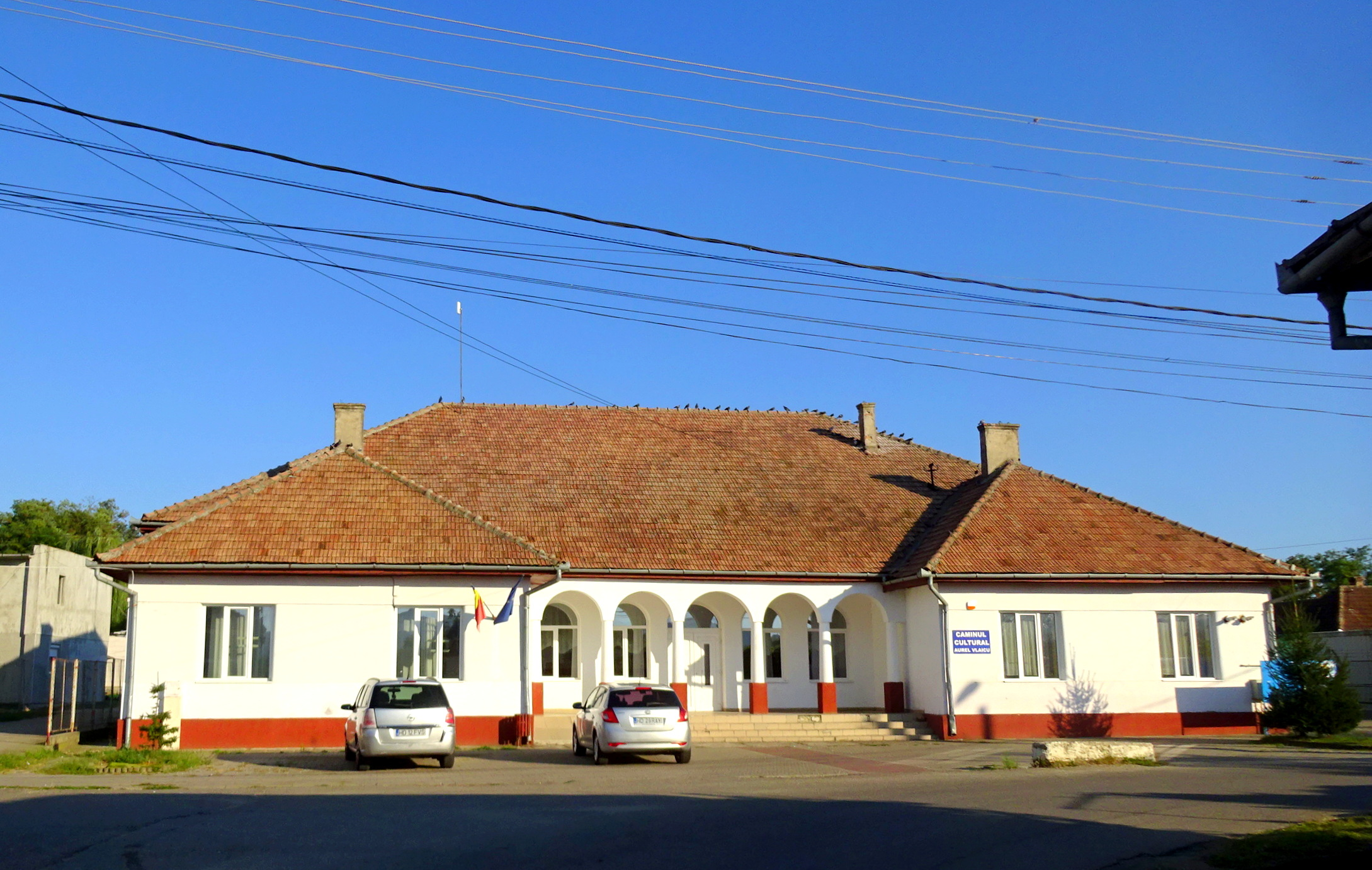
Căminul cultural
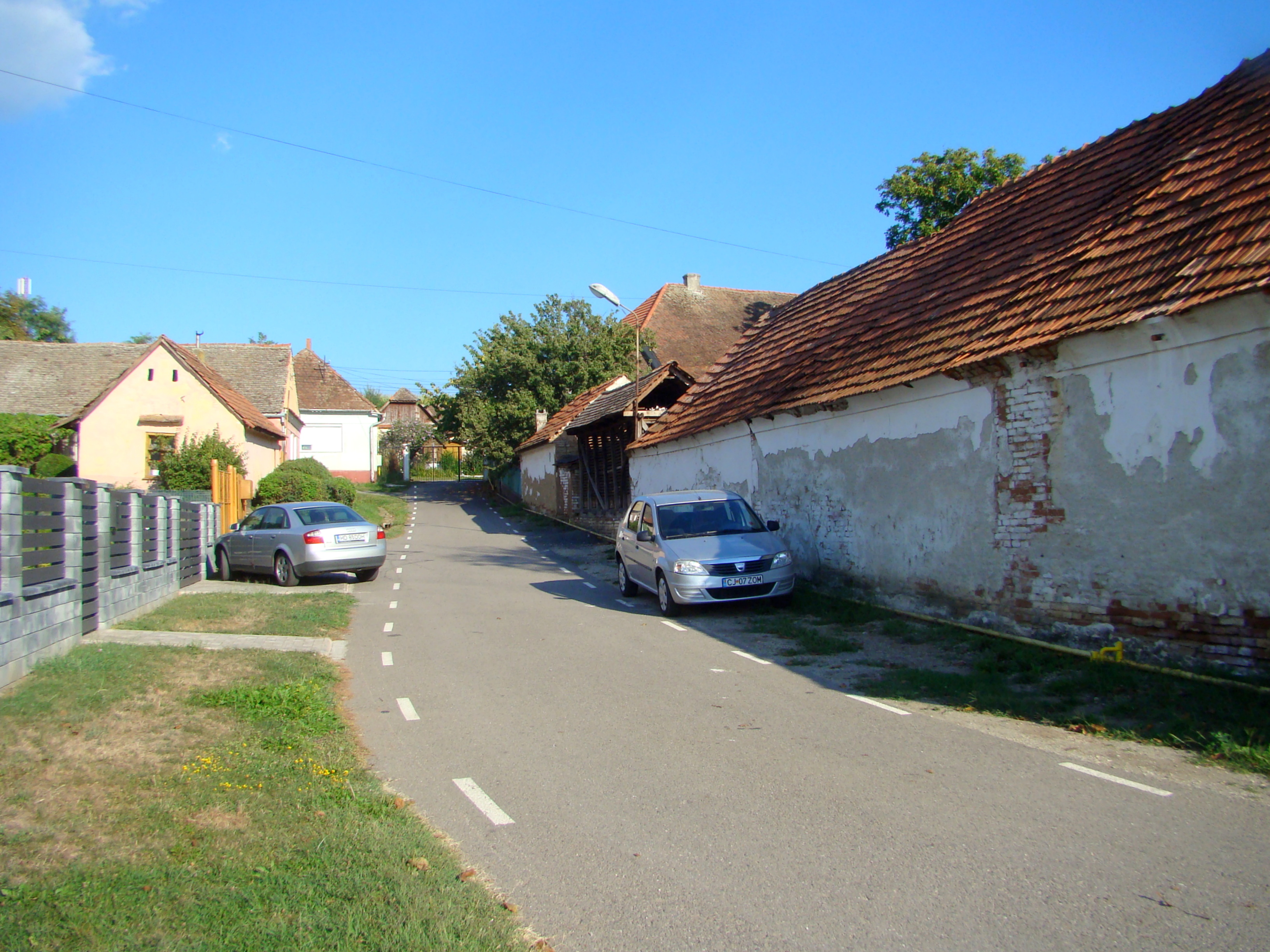
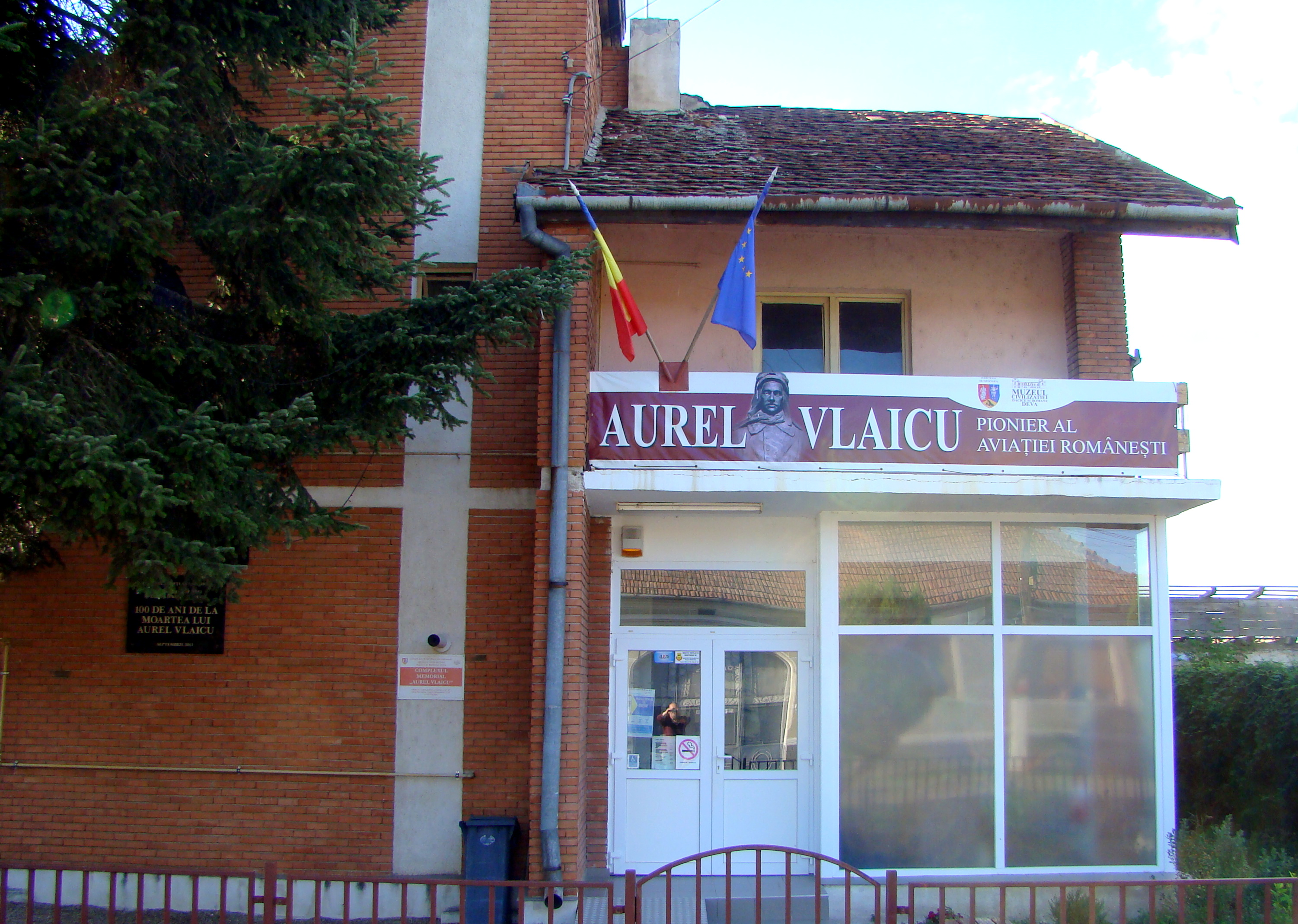
Muzeul Memorial „Aurel Vlaicu”
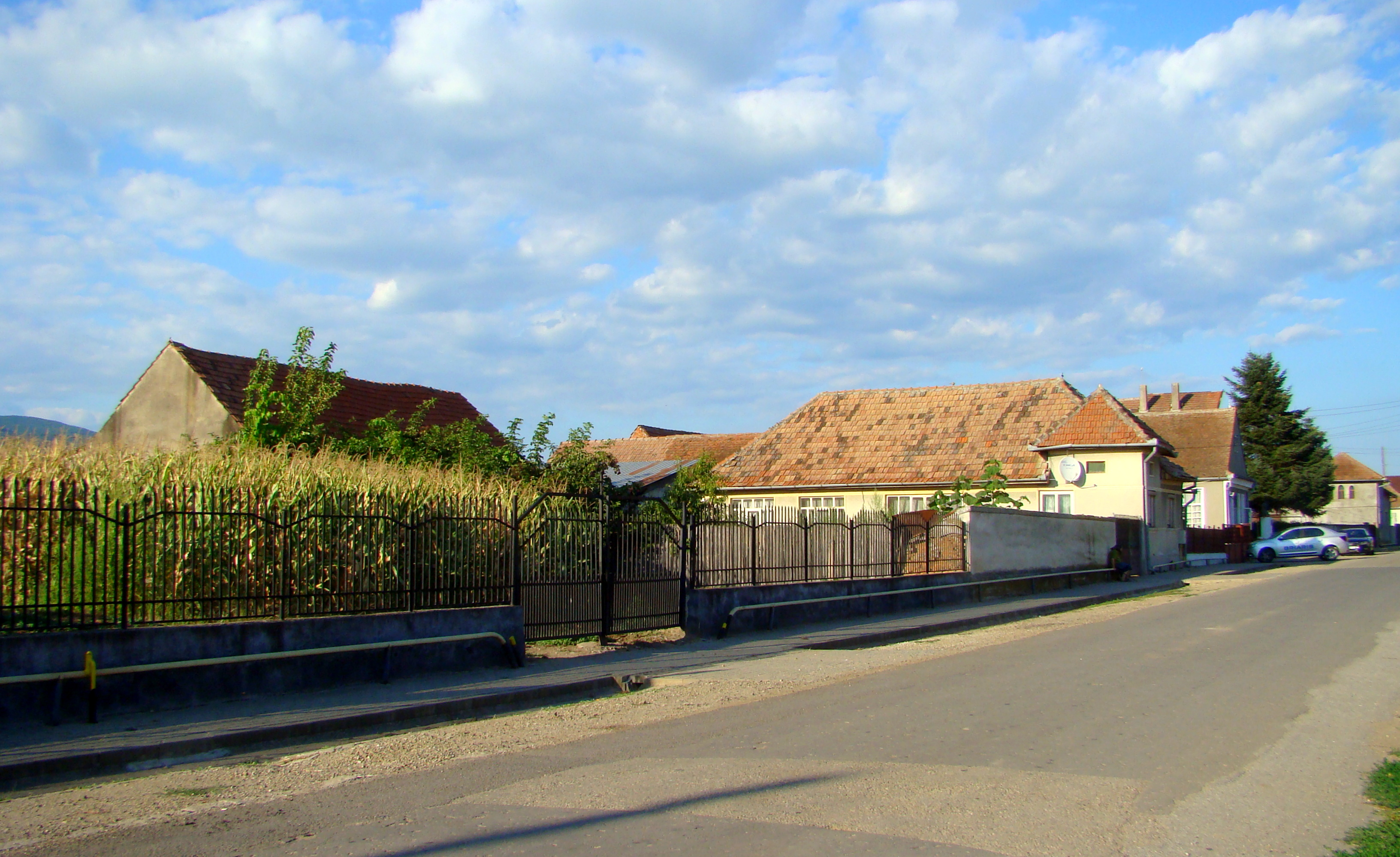
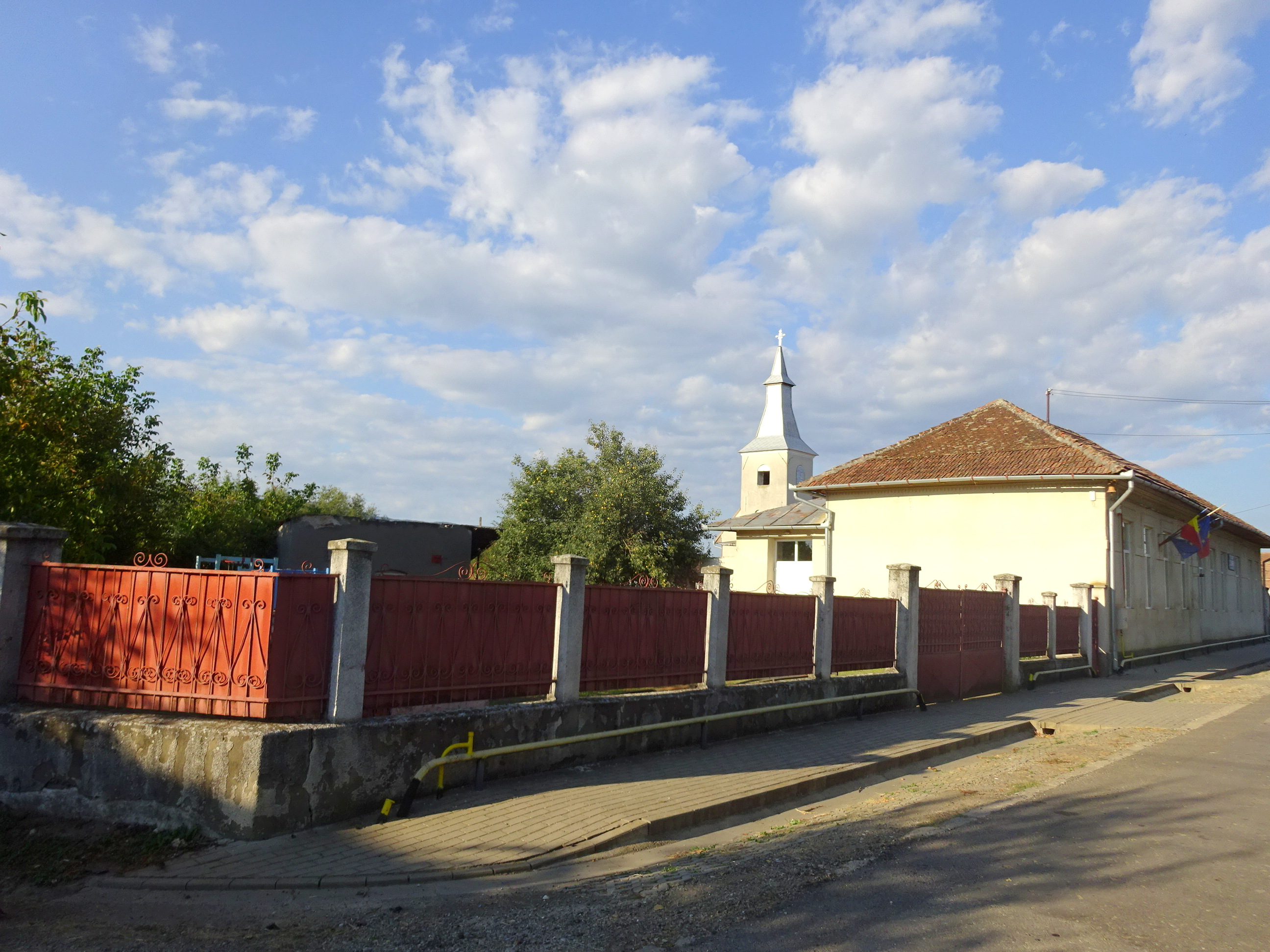
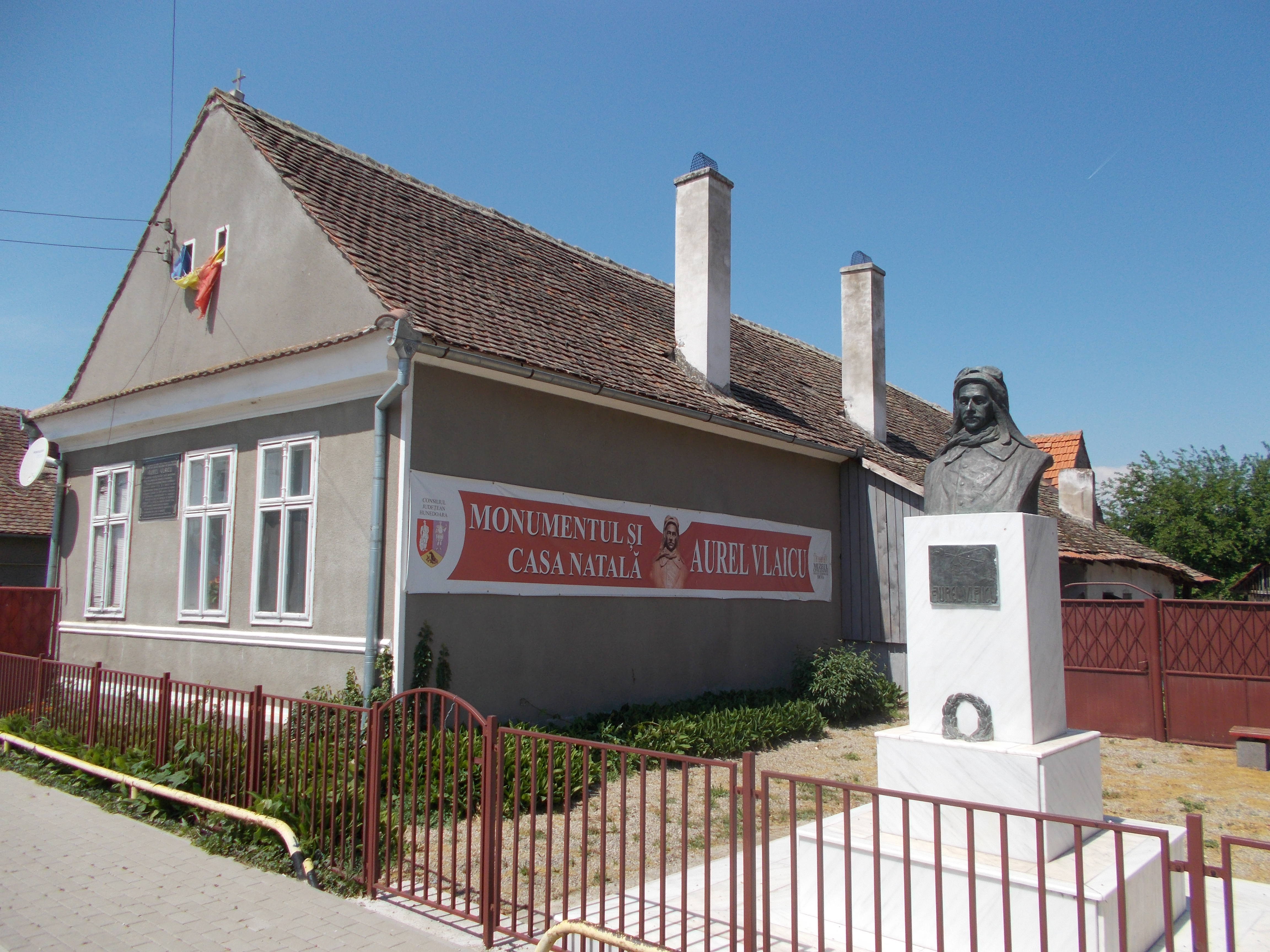
Monumentul și casa memorială
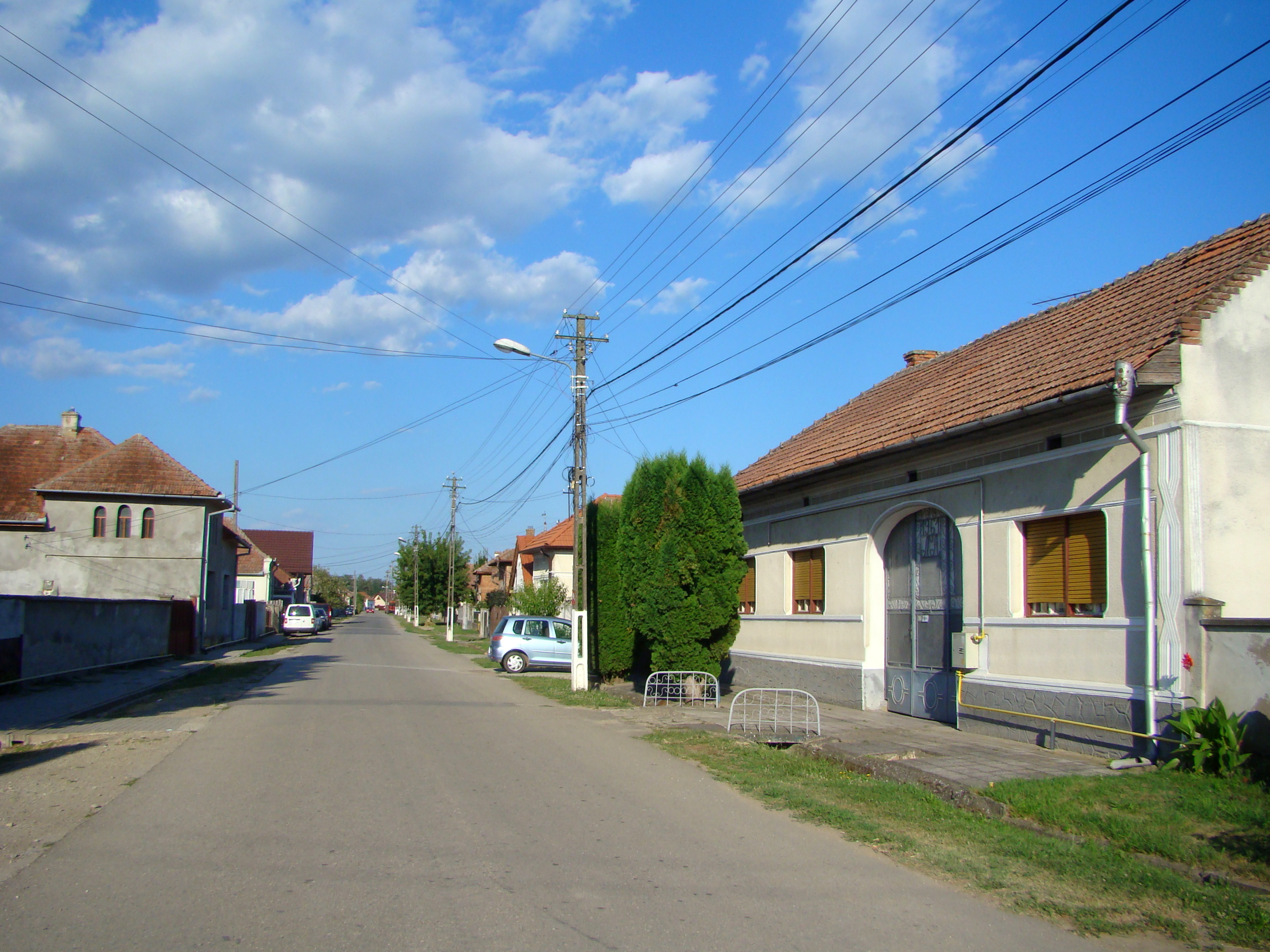